# Antonio Nocerino
Antonio Nocerino (né le 9 avril 1985 à Naples en Campanie) est un footballeur international italien évoluant au poste de milieu de terrain reconverti entraîneur.

## Biographie

### Club

#### Ses débuts
Surnommé « Lo sceriffo » (en français le sherif), il a débuté dans les équipes de jeunes de la Juventus. Dans sa carrière il a aussi joué à Avellino, au Genoa, à Catanzaro, à Crotone, à Messine et à Piacenza Calcio. Il a débuté en pro avec l'Avellino, en Serie B, le 11 septembre 2003 lors d'Avellino-Palerme 0-0. À seulement 22 ans, il compte plus de 100 matchs en Serie B. 
Durant l'été 2007 la Juventus, encore détentrice de la moitié des droits sportifs du joueur, rachète l'autre moitié pour 3,7 millions d'euros à Piacenza. Il fait ses débuts en match officiel avec la Juve contre Livourne.

#### Palerme
Durant le mercato estival 2008, il est inclus dans le transfert du brésilien Amauri vers la Juventus et rejoint donc son nouveau club, Palerme. Il débute avec son nouveau club le 13 septembre 2008 lors de la victoire 3-1 face à l'AS Rome. Lors de cette saison, il joue 33 matchs de championnat.
Le 23 septembre 2009, il marque son premier but en Série A face à la Roma lors du match nul 3-3. Lors de cette saison, il dispute 35 matchs en championnats pour 2 buts et 3 matchs en coupe d'Italie.
Pour la saison 2010-2011, il porte son nouveau numéro de maillot, le 23. Il se fera expulser le 4 novembre face au CSKA Moscou. Il joue son centième match avec le maillot de Palerme contre Parme. Le 3 février 2011, lors de Palerme-ACF Fiorentina (2-4), il inscrit un but. Le 10 avril, il joue son centième match de Série A avec Palerme contre Cesena (2-2). À l'issue de la saison, il devient le joueur le plus important du club sicilien avec Javier Pastore. Il a joué 49 matchs pour 4 buts (toutes compétitions confondues).
Il dispute les deux matchs du troisième tour préliminaire de la Ligue Europa face aux Suisses du FC Thoune lors de la saison 2011-2012.
Nocerino aura disputé finalement 122 matchs pour 6 buts avec Palerme.

#### AC Milan
En fin de contrat avec l'US Palermo, le 31 août 2011, lors de l'ultime journée de mercato, Antonio Nocerino passe à titre définitif à l'AC Milan pour 500 000 euros plus la copropriété du contrat d'un jeune défenseur portugais de la primavera milanaise, Ricardo Ferreira. Avec le club rossonero, il signe un engagement quinquennal. Antonio débute sous ses nouvelles couleurs contre la Lazio Rome, le 9 septembre 2011, pour le compte de la deuxième journée de Série A. Il entre en jeu en milieu de seconde période. Il signe son premier but sous les couleurs milanaises à San Siro lors de la victoire 3-0 face à son ancienne équipe de Palerme le 15 octobre. Le 26 octobre, lors de Milan-Parme (4-1), il réalise le premier triplé de sa carrière. Le 26 février 2012, il ouvre le score face à la Juventus à San Siro (1-1). Le 6 avril, lors du quart de finale retour de la Ligue des champions contre le FC Barcelone, il égalise et à ce moment, le Milan est qualifié mais les Italiens s'inclinent finalement (3-1).
De par son activité dans l'entre-jeu et ses nombreux buts, Nocerino est la grande surprise de la saison 2011-2012 et parvient à s'imposer dans le onze type du Milan, devenant même l'un des joueurs les plus utilisés par l'entraîneur.
En janvier 2014, il est prêté au club anglais de West Ham, six mois après au Torino et encore six mois après à Parme.

### Équipe nationale
Avec l'équipe d'Italie moins de 20 ans, il a participé au mondial des 20 ans en 2005, tandis qu'avec l'équipe d'Italie espoirs il a disputé l'Euro 2007 espoirs aux Pays-Bas, jouant tous les matchs comme titulaire.
Il a connu sa première sélection en équipe d'Italie le 17 octobre 2007 lors d'un match amical face à l'Afrique du Sud.
Le 13 mai 2012, il est présélectionné par Cesare Prandelli dans une liste de 32 joueurs en vue de l'Euro 2012. Il est finalement inclut dans la liste définitive des 23 joueurs du 29 mai.
Le 24 juin, contre l'Angleterre, il rentre en jeu à la place de Daniele De Rossi puis il inscrit l'un des 4 pénaltys qui envoient la squadra azzura en demi-finale.

### Vie personnelle
Le 3 juillet 2010 et après huit années de vie commune, Nocerino épouse Federica, son amour d'enfance, qu'il connait durant ses études. Ils avaient auparavant eu, la naissance de leur premier enfant, Francesco, qui vit le jour, le 6 mai 2009.
Antonio détient un diplôme de comptabilité.
Il a également de nombreux tatouages dont le numéro 23, marqué dans le bas du dos.

## Caractéristiques techniques
Footballeur au style rugueux au volume de jeu important, défini comme un joueur robuste, véloce et déterminé, rappelant une ressemblance dans son interprétation de son rôle sur un terrain, à l'ancien international italien, Gennaro Gattuso.
Fort dans le pressing et dans la relance, il dispose d'un certain bagage technique et d'une frappe lourde. Il se souligne également dans la dernière passe, en témoigne ses nombreuses passes décisives.

## Palmarès et statistiques

### Palmarès
| AC Milan - Championnat d'Italie : - Vice-champion : 2011-2012. |  | Italie - Championnat d'Europe : - Vice-champion : 2012. |

### Statistiques
| Saison                | Club                   | Championnat           | Championnat | Championnat | Championnat | Coupe(s) nationale(s) | Coupe(s) nationale(s) | Coupe(s) nationale(s) | Compétition(s) continentale(s) | Compétition(s) continentale(s) | Compétition(s) continentale(s) | Compétition(s) continentale(s) | Total | Total | Total |
| Saison                | Club                   | Division              | M.          | B.          | P.d.        | M.                    | B.                    | P.d.                  | Comp.                          | M.                             | B.                             | P.d.                           | M.    | B.    | P.d.  |
| 2006-2007             | Piacenza               | Serie B               | 37          | 6           | 4           | 0                     | 0                     | 0                     | -                              | -                              | -                              | -                              | 37    | 6     | 4     |
| Sous-total            | Sous-total             | Sous-total            | 37          | 6           | 4           | 0                     | 0                     | 0                     | -                              | -                              | -                              | -                              | 37    | 6     | 4     |
| 2007-2008             | Juventus               | Serie A               | 32          | 0           | 2           | 0                     | 0                     | 0                     | -                              | -                              | -                              | -                              | 32    | 0     | 2     |
| Sous-total            | Sous-total             | Sous-total            | 32          | 0           | 2           | 0                     | 0                     | 0                     | -                              | -                              | -                              | -                              | 32    | 0     | 2     |
| 2008-2009             | Palerme                | Serie A               | 33          | 0           | 2           | 0                     | 0                     | 0                     | -                              | -                              | -                              | -                              | 33    | 0     | 2     |
| 2009-2010             | Palerme                | Serie A               | 35          | 2           | 2           | 5                     | 0                     | 0                     | -                              | -                              | -                              | -                              | 40    | 2     | 2     |
| 2010-2011             | Palerme                | Serie A               | 38          | 4           | 3           | 5                     | 0                     | 0                     | C3                             | 6                              | 0                              | 0                              | 49    | 4     | 3     |
| 2011-2012             | Palerme                | Serie A               | 0           | 0           | 0           | 0                     | 0                     | 0                     | C3                             | 2                              | 0                              | 0                              | 2     | 0     | 0     |
| Sous-total            | Sous-total             | Sous-total            | 106         | 6           | 7           | 10                    | 0                     | 0                     | -                              | 8                              | 0                              | 0                              | 124   | 6     | 7     |
| 2011-2012             | AC Milan               | Serie A               | 35          | 10          | 1           | 3                     | 0                     | 0                     | C1                             | 10                             | 1                              | 2                              | 48    | 11    | 3     |
| 2012-2013             | AC Milan               | Serie A               | 26          | 2           | 1           | 0                     | 0                     | 0                     | C1                             | 3                              | 0                              | 0                              | 29    | 2     | 1     |
| 2013-2014             | AC Milan               | Serie A               | 11          | 0           | 1           | 2                     | 0                     | 0                     | C1                             | 3                              | 0                              | 1                              | 16    | 0     | 2     |
| 2013-2014             | West Ham United (prêt) | Premier League        | 10          | 0           | 0           | 0                     | 0                     | 0                     | -                              | -                              | -                              | -                              | 10    | 0     | 0     |
| Sous-total            | Sous-total             | Sous-total            | 10          | 0           | 0           | 0                     | 0                     | 0                     | -                              | -                              | -                              | -                              | 10    | 0     | 0     |
| 2014-2015             | Torino FC (prêt)       | Serie A               | 5           | 0           | 0           | 0                     | 0                     | 0                     | C3                             | 6                              | 0                              | 1                              | 11    | 0     | 1     |
| Sous-total            | Sous-total             | Sous-total            | 5           | 0           | 0           | 0                     | 0                     | 0                     | -                              | 6                              | 0                              | 1                              | 11    | 0     | 1     |
| 2014-2015             | Parme FC (prêt)        | Serie A               | 20          | 3           | 1           | 1                     | 0                     | 0                     | -                              | -                              | -                              | -                              | 21    | 3     | 1     |
| Sous-total            | Sous-total             | Sous-total            | 20          | 3           | 1           | 1                     | 0                     | 0                     | -                              | -                              | -                              | -                              | 21    | 3     | 1     |
| 2015-2016             | AC Milan               | Serie A               | 2           | 0           | 0           | 1                     | 0                     | 0                     | -                              | -                              | -                              | -                              | 3     | 0     | 0     |
| Sous-total            | Sous-total             | Sous-total            | 74          | 12          | 3           | 6                     | 0                     | 0                     | -                              | 16                             | 1                              | 3                              | 96    | 13    | 6     |
| 2016                  | Orlando City SC        | MLS                   | 21          | 0           | 0           | 2                     | 0                     | 0                     | -                              | -                              | -                              | -                              | 23    | 0     | 0     |
| 2017                  | Orlando City SC        | MLS                   | 31          | 1           | 0           | 1                     | 0                     | 0                     | -                              | -                              | -                              | -                              | 32    | 1     | 0     |
| Sous-total            | Sous-total             | Sous-total            | 52          | 1           | 0           | 3                     | 0                     | 0                     | -                              | 0                              | 0                              | 0                              | 55    | 1     | 0     |
| Total sur la carrière | Total sur la carrière  | Total sur la carrière | 336         | 28          | 17          | 20                    | 0                     | 0                     | -                              | 30                             | 1                              | 4                              | 386   | 29    | 21    |